# Soukous
El soukous es un estilo musical moderno, originado en el siglo XX (durante los años 1960) en la República del Congo y República Democrática del Congo, y que ganó popularidad por toda África. Soukous, derivado del término francés sécouer, "sacudir", fue el nombre de un baile popularen los años 60 en el Congo Belga y en el Congo Francés. Se trata de una variante más rápida de la rumba congoleña.

## Historia

### Orígenes
A finales de los años 1930 y comienzos de los años 1940, los músicos congoleses fusionaron música congolesa y otros ritmos africanos tradicionales con la música del Caribe, en especial la música afrocubana y sonidos de Suramérica, ritmos no del todo diferentes a los de la región, al haber sido basados hasta cierto punto en tradiciones musicales africanas. Esta música emergió en las ciudades de Leopoldville, (actual Kinsasa) en el Congo Belga y en Brazzaville, la capital del África Ecuatorial Francesa. La mayoría de los músicos cantaban en el idioma lingala, pero algunos también usaban suajili, Tshiluba y Kikongo.[cita requerida]

### Las grandes bandas
Antoine Kolosoy, también conocido como Wendo Kolosoy, fue la primera estrella de la rumba africana. Realizó giras por Europa y Norteamérica en los cuarenta y cincuenta del siglo veinte con un grupo de siete músicos.[cita requerida]
En los cincuenta, las grandes bandas se habían convertido en el formato preferido. Usaban guitarras acústicas bajas, varias guitarras eléctricas, tambores de conga, maracas, flautas o clarinetes, saxofones, trompetas y charrascas.[cita requerida]
African Jazz, dirigido por Grand Kalle, y OK Jazz, luego llamado TP OK Jazz, dirigida por François Luambo Makiadi, se convirtieron en las bandas principales.[cita requerida]

### Ndombolo
El soukous rápido que domina hoy en día en África central, occidental y oriental es el llamado soukous ndombolo, que tocan Awilo Longomba, Aurlus Mabélé (fallecido en el 2020, por la pandemia del coronavirus), Koffi Olomidé y grupos como Extra Musica y Wenge Musica, entre otros.[cita requerida]
Algunos consideran el baile rápido con movimientos de cadera y de trasero del soukous ndombolo como obsceno. Es por ello que ha habido intentos de prohibirlo en Malí, Camerún y Kenia. Después de un intento de prohibirlo de la radio y televisión de la República Democrática del Congo en 2000, se volvió incluso más popular. En febrero del 2005, se censuraron videos de ndombolo en la República de Congo por ser "indecentes": se sacaron del aire videos de Koffi Olomide, JB M'Piana y Werrason.
En América del Sur, más especialmente en ciudades como Cartagena de indias, Barranquilla Santa Marta todas de Colombia, se considera a muchos temas musicales de este género como un himno, también conocido como champeta, champeta africana o música afroantillana. Es un género musical que se ha fusionado con la cultura costeña americana. Intérpretes como Lokassa Ya Mbongo, Mbilia Bel y Zitany Neil son algunos de los artistas que en la actualidad se pueden escuchar cotidianamente en las emisoras radiales de la costa norte colombiana.[cita requerida]